# تي جاي كامينغز
تي جاي كامينغز (بالإنجليزية: T. J. Cummings)‏ مواليد 31 أغسطس 1981 في إلينوي، الولايات المتحدة، هو لاعب كرة سلة أمريكي معتزل. بدأ مسيرته الاحترافية في سنة 2004. يبلغ طوله 6 قدم 10 بوصة (2.1 م).

## المسيرة الاحترافية
لعب مع لياونينغ فلاينج ليباردز في الدوري الصيني في موسم 2004–2005، ثم لعب مع أكيتا نورثرن هابينيتس في سنة 2012، ثم لعب مع شيمانه سوسانو ماجيك في موسم 2013–2014.

## روابط خارجية
- تي جاي كامينغز على موقع كرة السلة الأوروبية.كوم (الإنجليزية)
- تي جاي كامينغز على موقع كلية كرة السلة في سبورتس رفرنس.كوم (الإنجليزية)
- تي جاي كامينغز على موقع ريلجم (الإنجليزية)
- تي جاي كامينغز على موقع بروبوليرز (الإنجليزية)
- تي جاي كامينغز على موقع سبورتس رفرنس (الإنجليزية)